# Berlin–Cottbus–Berlin 1956
Berlin–Cottbus–Berlin 1956 war die 38. Austragung des traditionsreichen Eintagesrennens von Berlin in den Spreewald, nach Cottbus und zurück nach Berlin. Ausgetragen wurde das Straßenradrennens für die Fahrer der drei Leistungsklassen der DDR über 270 Kilometer. Das Rennen fand am 22. April statt.

## Rennverlauf
Das Rennen wurde wie im Vorjahr von der Zeitung Neues Deutschland veranstaltet und unterstützt und startete in Berlin-Schöneweide. Es herrschten Temperaturen von knapp über null Grad und ein kalter Wind. Sechs und fünfzehn Minuten Vorgabe erhielten die Fahrer der Leistungsklassen II und III. Dies aufzuholen schafften die Fahrer der Leistungsklasse I bei diesen Witterungsbedingungen nicht. In Vetschau waren die Fahrer der Leistungsklasse II nach vorn aufgefahren. Die Favoriten wie Erich Schulz, Benno Funda und Horst Tüller hatten sieben Minuten Rückstand. Bei Königs Wusterhausen führte dann eine Gruppe von 15 Fahrern das Feld an. Am Stadtrand von Berlin bildeten noch sechs Fahrer die Spitze, diese fuhren auch zusammen zum Ziel ins Walter-Ulbricht-Stadion (vormals Stadion Berlin-Mitte) ein. Im Endspurt konnte Teske seine Qualitäten als Bahnfahrer nutzen und gewann knapp. Mit vier Minuten Rückstand kamen als beste Fahrer der Leistungsklasse I Tüller auf den 9. und Schulz auf den 10. Platz.
|     | Fahrer          | Ort                      | Zeit (h) |
| --- | --------------- | ------------------------ | -------- |
| 01. | Günter Teske    | SC Dynamo Berlin         | 7:01:05  |
| 02. | Siegbert Glaser | SC Dynamo Berlin         | 7:01:05  |
| 03. | Koopman         | BSG Einheit Neustrelitz  | 7:01:05  |
| 04. | Beuster         | SC Dynamo Berlin         | 7:01:10  |
| 05. | Mertke          | SC Dynamo Berlin         | 7:01:10  |
| 06. | Jany            | BSG Einheit Berliner Bär | 7:01:10  |
| 0 … |                 |                          |          |